# Radergummi

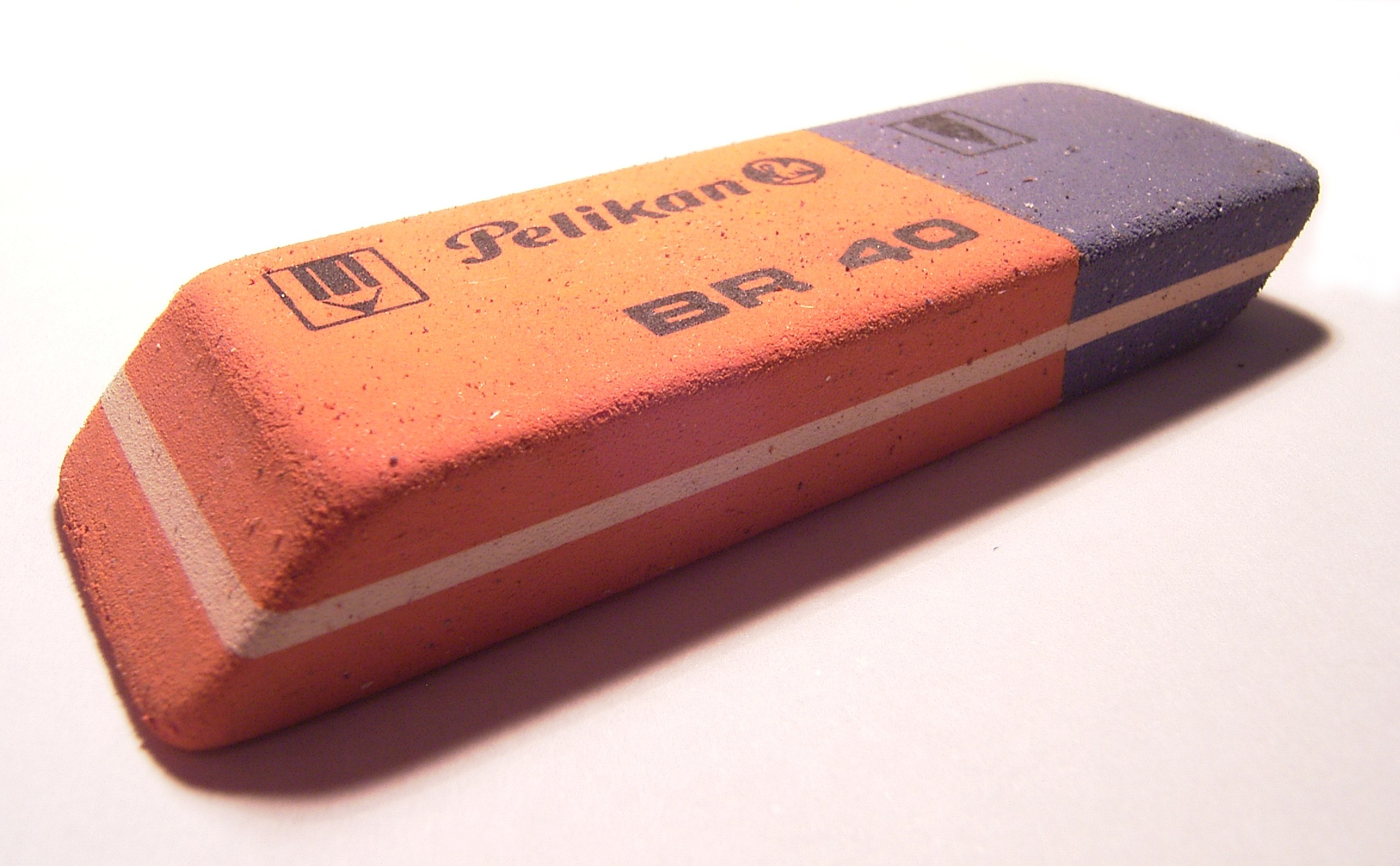
Radergummi.

Radergummi, även kautschuk, suddgummi, sudd och suddi, är ett skrivhjälpmedel. Det finns olika typer av radergummin, bland annat radergummin som avlägsnar skrift från blyerts- och overheadpennor. Radergummin är oftast tillverkade av plast, men äldre modeller är tillverkade av kautschuk. Skämtsamt kan det även kallas suddigum, en ombildning av suddgummi, även om det inte är språkligt korrekt.
I kontorsmiljö är det vanligt med rätblocksform på radergummin. För hemmabruk och skola förekommer variation och även radergummin med olika dofter, som i folkmun brukar kallas luktsudd. Under 1980-talet blev det populärt bland barn att samla på radergummin i olika färger och former, såsom blommor och bilar, och ofta var det fråga om luktsudd.
Det finns även radergummin som går att knåda till en form som passar situationen, så kallat knådgummi. Detta trycker man mot blyertsskriften man vill ta bort och "lyfter" bort den.

## Historik
Radergummit uppfanns på 1770-talet av Joseph Priestley. Han upptäckte att man kunde ta bort blyerts från pappersytor genom att gnugga en bit kautschuk mot den. Ordet radergummi har använts sedan år 1865.
Sedan dess har flera formler utvecklats för att komma fram till dagens radergummin. Tidigt kom man på att man skulle göra gummit grynigare för att slita mindre på pappret, men man skulle också försöka behålla gummits molekylära sammanhållning.

## Bakomliggande mekanik
Själva skeendet vid suddningen är enkelt: Gummit gnuggas mot blyertsskriften, varvid de kantiga blyertskornen fastnar på den feta gummiytan. Blyertsen och gummit rullas ihop till små "korvar", som lossnar och faller av, vilket gör det möjligt för nytt, rent gummi att komma fram. När man gnuggar det mot pappret rycks kolmolekylkedjorna upp ur pappersfibrerna och märkena försvinner.